# Baleia-bicuda-de-sowerby
A baleia-bicuda-de-sowerby (Mesoplodon bidens) é um cetáceo da família dos zifiídeos (Ziphiidae) encontrado no norte do Atlântico e no mar Báltico. Registros no Mediterrâneo e no Golfo do México são de animais perdidos.